# 李必
李必（生卒年不詳）陝西人，秦朝、西漢將領。本為秦將，秦朝覆滅後降漢王劉邦。前205年，劉邦受彭城之敗後，退至滎陽。楚軍士兵日漸迫近，劉邦想選擇騎將擊退楚軍，大家一致推舉李必、駱甲，兩人說：「我們是故秦將領，恐怕將領不服，請大王另找一位主帥，由我們做助手。」劉邦遂命灌嬰為主帥，李必、駱甲為副將，大破楚軍。